# Messelgruben
Messelgruben ved Darmstadt i den tyske delstat Hessen har siden 8. december 1995 været på UNESCOs verdensarvsliste.
Messelgruben blev kendt på grund af fossilerne af pattedyr, fugle, krybdyr, fisk, insekter og planter fra eocæn-epoken, der blev fundet i gruben. Fossilene er af fremragende kvalitet, særlig pattedyrs bløde dele er godt bevaret. Særlig kendt blev Messelgruben for fundet af mere end 70 eksemplarer af Propalaeotherium og Eurohippus, uparrettåede hovdyr, der betragtes som en tidlig hesteart.
Oprindelig blev der udvundet olieskifer i gruben.

## Galleri
- Propalaeotherium, uparrettåede hovdyr, der betragtes som en tidlig hesteart, fundet i Messelgruben
- Darwinius, den ældste og mest komplette primat, fundet i Messelgruben
- Cyclurus kehreri, en nær slægtning til dyndfisk (Amia calva), fundet i Messelgruben